# 제동기
제동기(制動器)는 동작을 방해하는 기계장치로 클러치와 반대되는 부품이다. 브레이크(영어: brake)로 많이 부른다.

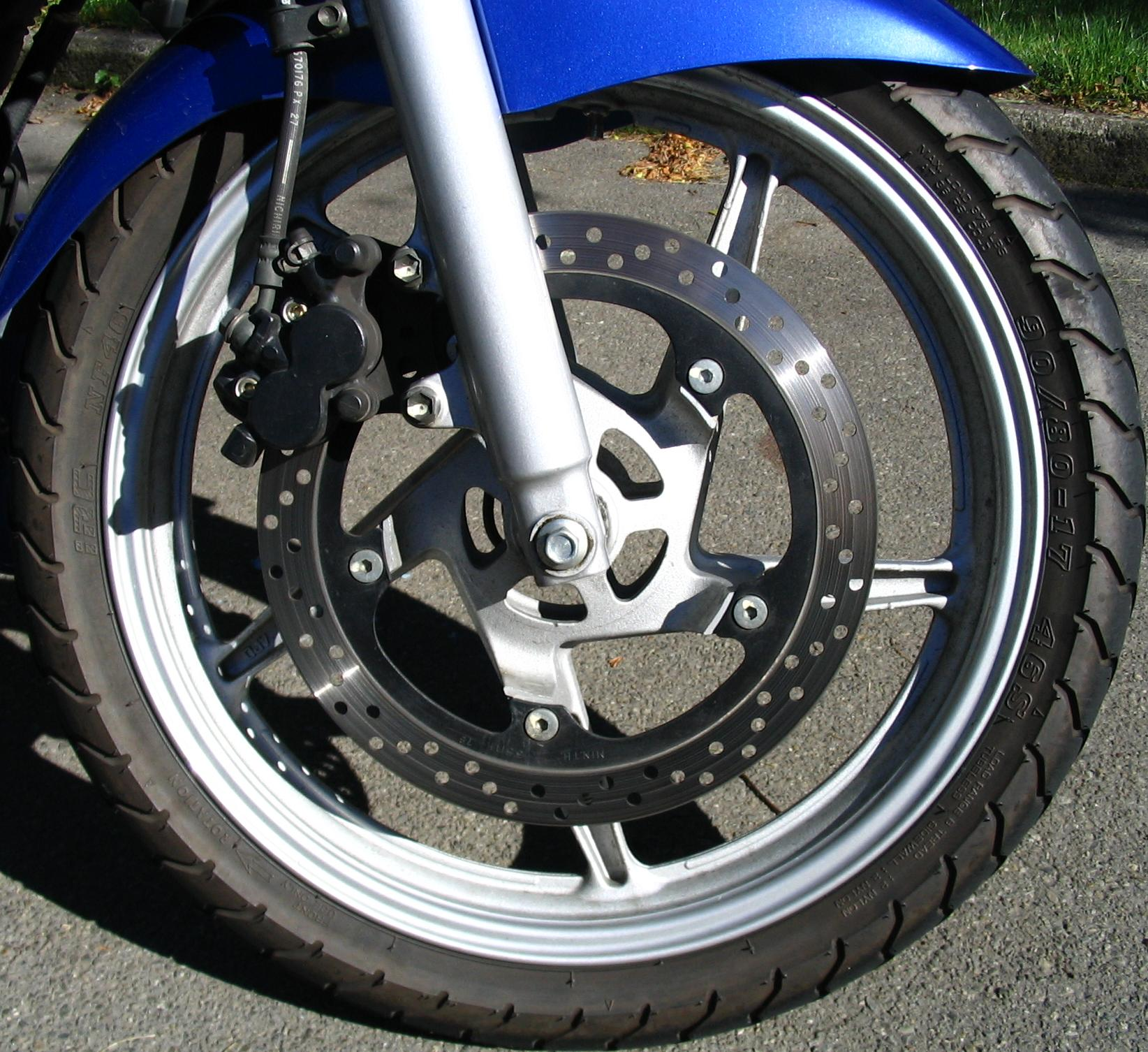
모터사이클에 달린 판 제동기

보통 제동기는 마찰로 발생하는 운동 에너지를 열로 바꾸는데, 이와 달리, 전기 에너지로 축척하는 등으로 활용하는 기술도 쓰고 있다.
사람 힘 만으로 멈추기가 곤란한 거의 모든 바퀴를 가진 기구는 각각 제동장치를 갖고 있는데, 비행기도 바퀴 제동기나 공기 제동기를 갖고 있다.

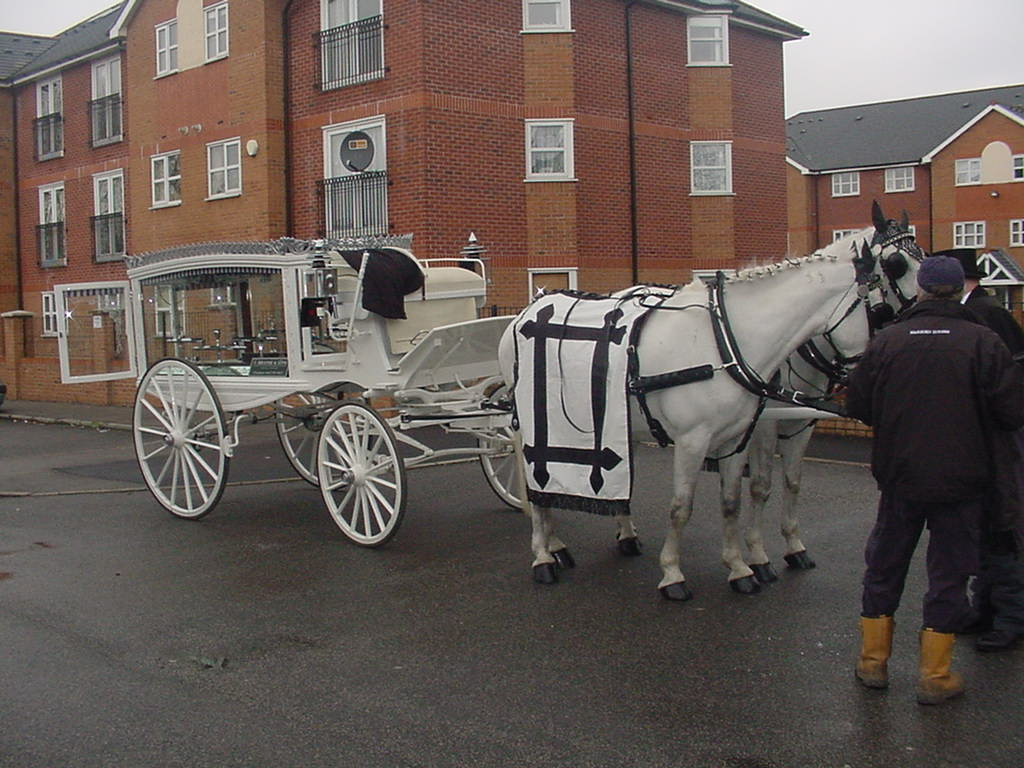
말이 끄는 영구차, 제동기 레버가 마부 오른편에 달려 있다

## 종류

### 마찰 제동기
- 통 제동기(드럼 브레이크)
- 판 제동기(디스크 브레이크)

### 펌핑 제동기
기계 엔진에 피스톤이 내장된 경우에 펌핑 손실이 엔진을 제동하는 장치

### 전자기 제동기
전기 모터가 기계에 내장된 경우로 하이브리드 차량, 전동차 등에서 사용한다.

## 같이 보기
- 공기제동
- 발전 제동
- 오버런 (철도)
- 전기지령식 제동
- 자전거 제동기
- 닻